# Crossoglossa liparidoides
Crossoglossa liparidoides là một loài thực vật có hoa trong họ Lan. Loài này được (Finet) Dodson mô tả khoa học đầu tiên năm 1993.